# Fabio Conforto
Pour les articles homonymes, voir Conforto (homonymes).
Fabio Conforto (Trieste, 13 août 1909 – Rome, 24 février 1954) est un mathématicien italien, il est l'un des représentants de l'école italienne de géométrie algébrique.

## Biographie
Fabio Conforto fait ses études primaires et secondaires à Vienne et fréquente le lycée de Trieste, puis, selon les conseils d'Oscar Chisini, il s'inscrit à l'université de Rome « La Sapienza », où il obtient son diplôme de mathématiques en 1931. Il a comme professeurs Guido Castelnuovo, Federigo Enriques, Tullio Levi-Civita, Mauro Picone, Gaetano Scorza et Francesco Severi.
Après une période d'études en Allemagne, il revient à Rome, comme assistant de géométrie analytique et descriptive de Gaetano Scorza. Il succède à ce dernier en 1939.
Il enseigne également l'histoire des mathématiques, la théorie des nombres, la topologie à la faculté des sciences de La Sapienza, et donne des cours de géométrie algébrique à l'INDAM, à l'Institut pour les applications de calcul et à l'université de L'Aquila. Pendant la Seconde Guerre mondiale, il est professeur de géométrie et de mécanique analytique à l'Académie militaire de Lecce.
Il traite des problèmes de géométrie différentielle (en particulier, de calcul différentiel absolu) et de physique mathématique (en particulier, la théorie de l'élasticité). Il est connus pour ses résultats en géométrie algébrique, en particulier la théorie des variétés algébriques, la théorie des fonctions abéliennes et les fonctions quasi-abéliennes,,,,,,, grâce auxquelles il obtient un prix de l'Académie des Lyncéens en 1954.
Il se consacre également à l'histoire des mathématiques et des sciences.
Mario Benedicty, Gianfranco Panella, Mario Rosati, Maria Scafati sont ses élèves.

## Principaux travaux
- Le superficie razionali, nelle lezioni del Prof. F. Enriques, Nicola Zanichelli Editore, Bologna, 1939 (con successive edizioni).
- Funzioni abeliane e matrici di Riemann, V. Ferri, Roma, 1941.
- Geometria analitica (con E. Bompiani), Tipografia V. Ferri, Roma, 1942.
- Lezioni di geometria descrittiva, Tipografia Vergine, Galatina (LE), 1944.
- Lezioni di meccanica razionale, G. Principato, Messina, 1946.
- Lezioni di geometria descrittiva per il primo biennio universitario, Libreria Eredi Vergilio Veschi, Roma, 1946.
- Complementi ed esercizi di geometria descrittiva per il primo biennio universitario, Libreria Eredi Virgilio Veschi, Roma, 1946.
- Algebra, ad uso dei ginnasi superiori, G. Principato, Messina, 1946.
- Algebra, ad uso degli istituti magistrali superiori, G. Principato, Messina, 1946.
- Lezioni di geometria analitica per il primo biennio universitario, Libreria Eredi Virgilio Veschi, Roma, 1947.
- Geometria analitica, Edizioni Docet, Roma, 1950.
- Geometria descrittiva, Edizioni Docet, Roma, 1952.
- Geometria analitica. Complementi ed Esercizi, Edizioni Docet, Roma, 1953.
- Abelsche Funktionen und Algebraische Geometrie, Springer-Verlag, Berlin, 1956.
- Aritmetica razionale per gli istituti magistrali (con G. Vaccaro), G. Principato, Messina, 1958.
- Introduzione alla topologia (con M. Benedicty), Edizioni Cremonese, Roma, 1960.